# Endoskopische extraperitoneale radikale Prostatektomie
Die endoskopische extraperitoneale radikale Prostatektomie (Abkürzung EERPE) ist ein minimalinvasives Operationsverfahren zur vollständigen Entfernung der Prostata. Diese spezielle Form der Prostatektomie wird im Wesentlichen zur Entfernung der Prostata bei lokal begrenzten Prostatakarzinomen angewendet.

## Beschreibung
Die EERPE wird minimalinvasiv durchgeführt. Dazu werden üblicherweise unterhalb des Bauchnabels fünf kleine Einschnitte in die Haut des Patienten gemacht, über die der Operateur (ein Urologe) die Instrumente und eine Kamera in das Becken einführt. Der Musculus rectus abdominis wird auseinandergedrängt und ein speziell geformter Ballontrokar entwickelt den Präperitonealraum, der zwischen dem Peritoneum (Bauchfell), der Bauchwand im suprapubischen Bereich und der Fascia transversalis, der Rückseite der Bauchwandmuskulatur liegt. Durch den Ballontrokar werden das Bauchfell und die dahinter liegenden Teile des Darms zurückgedrängt. Durch das Einblasen von Kohlenstoffdioxid (CO2-Insufflation) wird im Präperitonealraum ein künstlicher Hohlraum geschaffen, in den die Instrumente und die Kamera eingeführt werden. Die Kamera überträgt das Bild des Operationsfeldes auf einen Monitor in der Nähe des Operateurs. Nach der Entfernung der Prostata werden die beiden Teile der Harnröhre wieder verbunden (Anastomose). Diese Verbindung muss wasserdicht sein. Nach der Entfernung der Prostata und der Anastomose können Lymphknoten in unmittelbarer Nähe der Prostata entfernt werden. Müssen noch weitere Lymphknoten, beispielsweise im kleinen Becken (Pelvis minor), entfernt werden, so muss dies in einem zweiten Schritt über einen gesonderten Zugang erfolgen.
Üblicherweise wird sieben Tage nach der Operation der Erfolg der Anastomose mit Hilfe der Zystographie überprüft sowie der Harnröhrenkatheter wieder entfernt.
Durch die minimalinvasive Ausführung sind Patienten, die eine EERPE hatten, schneller rekonvaleszent als Patienten mit der konventionellen radikalen Prostatektomie. Die EERPE kann auch nervschonend, das heißt mit dem Ziel der Erhaltung der Funktion der Nervi cavernosi durchgeführt werden. Die Nervi cavernosi sind für die Erektion des Penis von großer Wichtigkeit.
Die endoskopische extraperitoneale radikale Prostatektomie ist ein vergleichsweise junges Operationsverfahren. Es wurde 1999 an drei verschiedenen Kliniken entwickelt.
Im Vergleich dazu wurde die klassische perineale radikale Prostatektomie bereits 1904 durch Hugh Hampton Young erstmals durchgeführt.
Eine Weiterentwicklung der EERPE ist die sogenannte Da-Vinci-Laparoskopie, bei der der Operateur über eine Konsole, die einem Computerarbeitsplatz sehr ähnlich ist, den minimalinvasiven Eingriff zur Entfernung der Prostata durchführt.

## Mögliche Komplikationen
Grundsätzlich sind bei allen Verfahren der radikalen Prostatektomie erhebliche Nebenwirkungen nach der Entfernung der Prostata möglich. Diese Nebenwirkungen sind im Hauptartikel Prostatektomie beschrieben. Nachfolgend sind die für die EERPE spezifischen Komplikationen beschrieben.
Typische Komplikationen nach einer EERPE sind vor allem Gefäßverletzungen die zu Blutungen und Hämatome führen können. Darüber hinaus sind Verletzungen des Darms, Lymphozelen, Verletzungen der Blase oder des Harnleiters, Hernien im Bereich des Laparoskopzugangs, Anastomoseninsuffizienz beziehungsweise Striktur, Verletzungen des Nervus obturatorius bis zur Paralyse, Gasembolien, Katheterblockade, Schambeinentzündungen und Infektionen wie beispielsweise Urosepsis als mögliche Komplikationen beschrieben.

## Weiterführende Literatur
- J. U. Stolzenburg, M. C. Truss u. a.: Die endoskopische extraperitoneale radikale Prostatektomie (EERPE) Ergebnisse nach 300 Eingriffen. In: Der Urologe. Ausg. A. Band 43, Nummer 6, Juni 2004, S. 698–707, ISSN 0340-2592. doi:10.1007/s00120-004-0561-2. PMID 15067408.
- J. U. Stolzenburg, R. Rabenalt u. a.: Endoscopic extraperitoneal radical prostatectomy: the University of Leipzig experience of 1,300 cases. In: World Journal of Urology. Band 25, 2007, S. 45–51. doi:10.1007/s00345-007-0156-9. PMID 17334766.
- J. Rassweiler, O. Seemann u. a.: Laparoscopic versus open radical prostatectomy: a comparative study at a single institution. In: The Journal of Urology. 169, 2003, S. 1689–1693. doi:10.1097/01.ju.0000062614.56629.41. PMID 12686809.
- J. U. Stolzenburg, R. Rabenalt u. a.: Die Endoskopisch Extraperitoneale Radikale Prostatovesikulektomie (EERPE) – Erfahrungen nach 400 Eingriffen. In: Journal Onkologie. Ausgabe 03/04, 2004